# 鄭新助
鄭新助（1941年2月21日—），又稱釋果傳，臺灣禪師、政治人物，廣播主持人、政治評論員，前高雄市議員。高雄縣鳥松鄉鳥松國民小學畢業，曾任民主進步黨中央評議委員（第四、五、六、九屆）、國民大會代表（第三屆）、行政院顧問、高雄市議員（舊第六、七屆、新第一、二屆）、快樂聯播網節目主持人。

## 經歷
2002年，高雄市議會議長選舉爆發賄選案，時任民主進步黨籍高雄市議員的鄭新助為受賄議員之一，被開除黨籍。案發後，鄭新助自行出家，法號「果傳」。
2008年9月6日，前中華民國總統陳水扁接受鄭新助主持的廣播節目專訪，尋求政治支援與溫暖；對此，前民進黨立法委員林濁水說，陳水扁想利用830百日怒吼大遊行「挺自己」都無法成功，「想跟小電台綁一起，就不必了」；民進黨前立法委員李文忠則說，鄭新助因涉嫌2002年高雄市議會議長賄選案而遭民進黨開除黨籍，鄭新助不具深綠代表性，陳水扁卻落魄至去找鄭新助取暖。
鄭新助與前民進黨立委梁牧養等人被指控非法販售高雄市原第四台業者「第一民主電視公司」認股憑證對外募資，梁牧養並涉嫌侵占新臺幣4100萬元。梁牧養供稱，他拜託鄭新助在聯播節目中販賣第一民主電視公司認股憑證，剛開始鄭新助每張抽新臺幣1000元，後來最高也不超過新臺幣2000元。鄭新助否認非法募集與發行有價證券，辯稱只是受梁牧養的邀請，在節目中宣傳認股憑證。2010年6月，臺灣高雄地方法院依《中華民國刑法》詐欺罪等罪，判處梁牧養有期徒刑3年10個月、鄭新助有期徒刑9個月，得易科罰金。
2010年12月1日，鄭新助召開記者會宣佈退黨，擔任一邊一國連線高雄市第九選舉區立法委員參選人陳致中競選總部總幹事，但仍將留在民進黨高雄市議會黨團。
2013年5月27日，鄭新助接受中評社訪問時說，一邊一國連線曾經支持前民進黨主席蔡英文，如今當然也希望蔡英文、民進黨主席蘇貞昌與民進黨正視一邊一國連線所具備的政治實力；如果沒有「阿扁們」，民進黨絕對沒有人能當選台北市市長，更別說當選總統。
2013年7月16日晚間，鄭新助在他主持的快樂廣播網節目抨擊民進黨立委薛凌、民進黨中評會主委陳勝宏（薛凌之夫）、民進黨中常委兼台北市議員何志偉（薛凌之子）與民進黨發言人鄭文燦，他說，他當然不反對薛凌家族的陽信商業銀行去中國大陸做生意，但薛凌家族應該退黨，不能再利用民進黨資源大玩兩面手法；而鄭文燦以「政治歸政治、經濟歸經濟、一碼歸一碼」為薛凌家族辯護，簡直就是「天下大亂」。鄭新助接受中評社訪問時說，人各有志，但不應該利用民進黨的資源玩兩面手法；台灣人民被這些滿口仁義道德、私下卻盡做齷齪事的政客賣了，「台灣人民都被這些人操弄在股掌之間」。
2016年，鄭新助擔任「台灣地方議會特赦阿扁總統大聯盟」會長。
2017年5月24日，鄭新助在高雄市議會總質詢時抨擊，時任總統兼民進黨主席的蔡英文當選總統以前允諾關注陳水扁司法人權，當選總統以後卻未特赦陳水扁；民進黨要爭取選票，都不用花錢，只要欺騙他們這些挺扁「肖仔」（瘋子）就可以了。
2018年7月15日，鄭新助在民進黨全國黨代表大會突襲提出程序問題，批評完全執政的民進黨無人駁斥中國國民黨所說「民進黨將手伸入司法」，並說這次應該是他在民進黨全代會的「遺言」；但待鄭新助發言完畢，蔡英文冷處理，說「新助兄，多謝」。2018年7月26日，鄭新助接受中評社訪問時說，蔡英文上任總統這兩年跟獨派若即若離，尤其特赦陳水扁議題更讓獨派對蔡英文有諸多不滿；本年11月底他就要退休了，他正在努力交棒給孫女鄭孟洳。
2020年立法委員選舉，鄭新助名列一邊一國行動黨全國不分區立法委員候選人第二名，落選。2020年3月4日，民進黨中評會決議，高大成、朱武獻、周芳如、吳達偉、鄭新助、潘建志、張宗傑違紀參選，均開除黨籍。

## 外部連結
- 鄭新助的Facebook專頁
- 高雄市議會 第一屆議員鄭新助簡介